# Francesco La Rosa (1961)
Francesco La Rosa (Messina, 20 aprile 1961) è un dirigente sportivo ed ex calciatore italiano, di ruolo attaccante.

## Carriera

### Giocatore
Si è messo in luce in particolare con la maglia del Licata, col quale nella stagione 1987-1988 ha conquistato la prima storica promozione dei siciliani in Serie B, con 15 reti all'attivo, ripetendosi poi in fatto di realizzazioni, nella stagione successiva fra i cadetti, trascinando i gialloblu al nono posto finale (miglior piazzamento della storia) e giungendo secondo nella classifica marcatori alla pari di Antonio De Vitis e alle spalle del solo Salvatore Schillaci.
In totale ha disputato 161 incontri in Serie B, con 28 reti all'attivo, nelle file di Palermo, Licata, Reggina e Lecce.

### Dirigente
Cessata l'attività agonistica, ha intrapreso quella dirigenziale ricoprendo il ruolo di team manager con Messina, Sambenedettese, Cagliari, Foggia e Salernitana.
Nel 2011 ricopre il ruolo di responsabile dell'area tecnica del Messina fino a fine stagione.

## Palmarès

### Competizioni nazionali
- Campionato italiano Serie C: 1

Licata: 1987-1988 (girone B)
- Coppa Italia Serie C: 1

Triestina: 1993-1994